# Basshunter
Јонас Ерик Алтберг (швед. Jonas Erik Altberg; Халмстад, 22. децембар 1984), познатији као Бејсхантер (енгл. Basshunter; понекад стилизовано као BassHunter) је шведски певач, музички продуцент и ди-џеј.

## Дискографија

### Студијски албуми
- (2004)
- (2006)
- (2008)
- (2009)
- (2013)

### Компилације
- (2006)
- (2012)

### Синглови
- „The Big Show” (2004)
- „Welcome to Rainbow” (2006)
- „Boten Anna” (2006)
- „Vi sitter i Ventrilo och spelar DotA” (2006)
- „Jingle Bells” (2006)
- „Vifta med händerna” (2006)
- „Now You're Gone” (2007)
- „Please Don't Go” (2008)
- „All I Ever Wanted” (2008)
- „Angel in the Night” (2008)
- „Russia Privjet (Hardlanger Remix)” (2008)
- „I Miss You” (2008)
- „Walk on Water” (2009)
- „Al final” (2009)
- „Every Morning” (2009)
- „I Promised Myself” (2009)
- „Saturday” (2010)
- „Fest i hela huset” (2011)
- „Northern Light” (2012)
- „Dream on the Dancefloor” (2012)
- „Crash & Burn” (2013)
- „Calling Time” (2013)
- „Elinor” (2013)
- „Masterpiece” (2018)
- „Home” (2019)
- „Angels Ain't Listening” (2020)
- „Life Speaks to Me” (2021)
- „End the Lies” (& Alien Cut) (2022)
- „Ingen kan slå (Boten Anna)” (Victor Leksell) (2023)